# Hockley Brook
Der Hockley Brook ist ein kleiner Fluss in Birmingham, England. Der Fluss entspringt in Smethwick am Rande von  Birmingham und bildete früher die Grenze zwischen Warwickshire (mit Birmingham) und Staffordshire (mit Smethwick). Der Fluss fließt über weite Strecken unterirdisch, bevor er am Gravelly Hill Interchange der Autobahn M6 in den River Tame mündet.